# ヨハンネス2世 (エチオピア皇帝)
ヨハンネス2世(Yohannes II, ゲエズ語:ዮሓንስ, 1699年 - 1769年10月18日、在位：1769年5月7日 - 10月18日)はエチオピア帝国・ソロモン朝の皇帝。イヤス1世の息子であり、テクレ・ハイマノット1世、ダウィト3世、ベカファ帝の兄弟にあたる。先代皇帝はイヨアス1世、次代皇帝はテクレ・ハイマノット2世。

## 人物
1769年にイヨアス1世が殺害された後、ティグレのラスであったミカエル・セフルはWehniに置かれていた人質からイヨアス1世の伯父であるヨハンネスを皇帝に推薦した。評議員の一人はヨハンネスがWehniから脱走しようとした際に罰として片手を切断されていることを理由に反対したが、ミカエル・セフルはヨハンネスが馬に乗るときは自分が手助けをすると返答し、ヨハンネスを就位させた。ミカエルは自分の孫娘であるワレッタ・セラシエをヨハンネスと結婚させた。ラス達の時代と呼ばれた諸侯による群雄割拠時代の皇帝であり、実権は殆どなく、後見であるミカエルに権力を掌握されていた。1769年10月18日、皇帝在位のまま毒殺された。

## 後世の評価
ヨハンネス2世の治世についてウォーリス・バッジは以下のように述べている。
「ヨハンネスは、軍務を嫌い、軍隊とともに行進することを拒否し、ミカエル・セフルにWehniで隠棲することを願いでた。ミカエル・セフルは皇帝の代わりに彼の軍隊を引き連れて行進したが、ヨハンネスのような人物をゴンダルの王にしておくことはミカエル・セフル自身の計画にとって致命的だと考え、ヨハンネスの朝食に毒を混ぜたのだろう。」